# Квартирники у Гороховского
Квартирники у Гороховского — один из самых необычных культурных центров в Санкт-Петербурге, ориентированный на некоммерческое современное искусство. Концерты и выставки проводятся в обычной квартире Дмитрия Гороховского.

## История
Впервые квартирник был проведен Гороховским 8 мая 2003 года в родовой коммунальной квартире на Невском проспекте. Ныне они проводятся в квартире на улице Бабушкина, неподалёку от станции метро «Елизаровская» и пл. Культуры.

Вкус к хорошей музыке и личное знакомство Дмитрия Гороховского со многими музыкантами сделали проект известным не только в России, но и далеко за её пределами. А искренняя любовь к музыке, гостеприимство и легендарные пирожки мамы Дмитрия, Ангелины Эдуардовны Гороховской (23.07.1936 — 19.11.2010) — вот то, что сделало «квартирники у Гороховского» тем уютным местом, каким оно остаётся по сей день.

## Жанры
На квартирниках  исполняется различная музыка: рок, фолк, классика, джаз, блюз, авторская песня и др. Также имеют место поэтические вечера, театральные постановки, моноспектакли и выставки. Никаких жанровых рамок — всё зависит от качества материала.

На квартирниках  у Гороховского выступали такие музыканты, как Елена Фролова, Олег Гаркуша («Аукцыон»), Алексей «Рыба» Рыбин (экс-Кино), Макс ИвАнов, группа «Торба-на-Круче», Настя Полева, Юрий Наумов, Михаил Башаков, Кирилл Комаров, Константин Арбенин и группа «Зимовье Зверей», Алексей Архиповский (балалайка), Александр Чернецкий (группа «Разные люди»), Иван Смирнов, Сергей Калугин (группа «Оргия праведников»), группа «Тамбурин», Алексей «Полковник» Хрынов («Полковник и однополчане») и Андрей «Худой» Васильев (экс-ДДТ), Владимир Рекшан и группа «Санкт-Петербург», Олег Сакмаров, Михаил «Дядя Миша» Чернов (экс-ДДТ), поэт Виталий Калашников, Антон Духовской, Павел Фахртдинов, Дмитрий Максимачёв, Анатолий Багрицкий, Пётр Малаховский (ULME) и многие другие.

## Руководство
Дмитрий Вадимович Гороховский — организатор «Квартирных концертов у Гороховского». Также является организатором фестивалей «33 оборота», «Квартирник в Михайловском саду» (в рамках фестиваля «Императорские сады России», проводимого Русским музеем), «20 лет без СашБаша» (благотворительный фестиваль памяти Александра Башлачёва). Соорганизатор фестивалей «Могучая Кучка» (2010—2011), участник фестивалей «Сашин день» (Череповец, 2011), «Платформа» (2012), член жюри фестиваля Sea Fever Архивная копия от 16 июня 2013 на Wayback Machine (2013).

## СМИ о квартирниках у Гороховского
О квартирниках у Гороховского писали и снимали сюжеты:
- ОРТ, 1-й канал, передача «Доброе Утро», (29.04.2010);
- журнал «Русский репортёр», статья «Концерт для кота и чайника» (22.11.2012, № 46 (275));
- информационно-образовательный портал Санкт-Петербургского государственного университета "Первая линия" "Сахар под подушкой" Архивная копия от 29 января 2018 на Wayback Machine.
- телепрограмма «Орёл и Решка», телеканал «Интер» (08.09.2012);[1]. Сюжет Архивная копия от 29 января 2018 на Wayback Machine.
- сюжет в телепрограмме «Проводник», телеканал «ПЯТНИЦА»
- программа «Вести-Петербург», канал РТР (16.04.2007);
- телепередача «Реальный мир», «5-й канал» СПб (27.04.2010);
- программа «Сегодня», телеканал НТВ (СПб);
- программа «Телекурьер», СПб. 5-й канал, (19.05.2006);
- передача «Питер: инструкция по применению», телеканал ТНТ;
- передача «Последние известия», tv-100 (сюжет «Бум квартирников», 30.04.2011)
- программа «Итоги Недели», телеканал «СТО» (7.12.2007);
- телеканал «О2тв» (Москва);
- передача «Своими Глазами», телеканал «ВОТ» (5.12.2007);
- 1-й канал государственного Армянского телевидения (16.04.2008);
- телекомпания «МИР» (20.11.2008);
- передача «НАША МУЗЫКА», телеканал «Царское Село» (г. Пушкин);

и др.
Ольгой Глушковой (телеканал «ВОТ») в мае 2008 г. на квартирнике у Гороховского снят фильм «Домашний концерт».